# N3型戦艦
| N3型戦艦           | N3型戦艦 |
| ------------------ | --- |
|                    | |
| 艦級概観           | |
| 艦種               | 戦艦 |
| 艦名               | |
| 前級               | リヴェンジ級 |
| 次級               | ネルソン級 |
| 同型艦             | 計画のみ4隻 |
| 性能諸元（計画値） | |
| 排水量             | 48,000トン |
| 全長               | 820 ft（249.9 m） |
| 全幅               | 106 ft（32.3 m） |
| 吃水               | 33 ft（10.1 m） |
| 機関               | 2軸 56,000馬力 |
| 最大速力           | 23.5ノット |
| 乗員               | |
| 兵装               | 18インチ（457 mm）45口径砲3連装 3基 6インチ（152 mm）砲連装 8基 4.7インチ（119 mm）砲 6基 2ポンド対空ポンポン砲8連装 4基 24.5インチ（622 mm）魚雷発射管（水中） 2門 |
| 航空兵装           | 偵察・観測機 2機 |
| 装甲               | 水線15インチ（381 mm） バーベット部15インチ（381 mm） 甲板8インチ（203 mm）                                                                                         |

N3型戦艦（N3がたせんかん）は、第一次世界大戦後にイギリス海軍で設計された戦艦の艦級。同時に計画されたG3型巡洋戦艦とは、重装甲である点を除き、ほぼ同様の設計だった。同級は、戦艦の大きさと武装、および加盟各国の主力艦保有総排水量に制限を設けた1921年のワシントン海軍軍縮条約が成立したことにより、発注されずに終った。

## 背景
第一次世界大戦の終了後、イギリス海軍は新たな大海軍国、日本とアメリカ合衆国に対して優勢を維持するという難事に直面した。日本もアメリカも、イギリスと同等あるいはそれを上まわる海軍をつくる意志と能力を持っていた。第一次世界大戦は大英帝国の経済に打撃を与えた。イギリス海軍の艦隊は数に関してはまだ世界最大であったが、その多くは使い古されたもので、先進的で重武装の新型艦に対しては時代遅れのものとなっていた。1919年初めの時点でイギリス海軍が保有または建造中の主力艦は48隻にのぼったが、そのうち15インチ（381 mm）砲を搭載したものはわずか13隻であり、大戦の戦訓をすべて取り入れたものは1隻もなかった。休戦協定に基づく戦力の縮小と、日本とアメリカで行われている新戦艦の建造によって、イギリスの地位は更に低下することが確実だったため、それら諸外国の新戦艦に匹敵する先進的な設計の新戦艦の建造が決定された。

## 設計
戦艦と巡洋戦艦に関する一連の設計研究が行われた結果、密接に関連した2つの提案が行われ、最終的に海軍本部によって建造が認められた。その2つとはG3型巡洋戦艦とN3型戦艦であり、最初の文字は主力艦設計の記号、数字の3は主砲が3連装砲塔に納められていることを意味した。この2つの設計は基本を同じくするため、砲の配置（主砲は艦の前部に集中配置（砲塔3基を艦橋構造物の前に2基、後に1基）され、副砲は砲塔に納めて上部構造物の左右に置かれる。）、集中防御方式を採用した装甲、艦尾の形状、上部構造物の配置などに多くの共通点があった。相違点は、G3が16インチ（406 mm）砲を装備して32ノットの速力を出すとされていたのに対し、N3は同じ排水量でより大きな18インチ（457 mm）砲とそれに見合った装甲を備えることとされたため、最大速力は大幅に低く設定されていた。
いくつかの理由により、G3型4隻はN3型4隻より高い建造優先度が与えられた。そのひとつは、イギリス海軍の巡洋戦艦戦力が戦艦戦力よりも旧式艦の割合が大きかったこと（15インチ砲を装備して30ノット近い速力を持つ艦はフッド・レナウン・レパルスのわずか3隻しかなかった）である。1920年代初期は、第一次世界大戦の莫大な出費のためにイギリスの財政が危険に瀕していた時期であり、新たな軍備への支出には多くの反対があった。そして新たに提案された主力艦8隻がすべて完成にこぎつけるかどうかにも疑いが持たれていた。これらの要因により、ワシントン海軍軍縮条約の時点で、N3型がキャンセルされることは確実となった。
N3型戦艦が公式に命名されることはついになかったが、建造されていれば連合王国を構成する4つの国の守護聖人の名（すなわち「セント・アンドリュー」（スコットランド）、「セント・デイヴィッド」（ウェールズ）、「セント・ジョージ」（イングランド）および「セント・パトリック」（アイルランド））が付けられただろうと考えられている。